# Rage Valley
| Recensione | Giudizio |
| ---------- | -------- |
| AllMusic   |          |

Rage Valley è il secondo EP del gruppo musicale australiano Knife Party, pubblicato il 27 maggio 2012 dalla Earstorm Records.

## Il disco
L'EP era originariamente previsto per la fine di aprile 2012, ma per numerosi problemi tecnici l'uscita è stata posticipata di quattro settimane.
Un video musicale per Centipede è stato pubblicato l'8 agosto 2012. Il brano Bonfire è stato inserito nell'episodio Fifty-One nella serie di Breaking Bad - Reazioni collaterali.

## Tracce
1. Rage Valley – 4:59
2. Centipede – 4:06
3. Bonfire – 4:32
4. Sleaze (feat. Mistajam) – 4:33